# Площадь Революции (Липецк)
Пло́щадь Револю́ции — площадь в центре города Липецка. Расположена в Советском и Правобережном округах на пересечении Советской улицы, Петровского проезда и улицы Карла Маркса.

## Старобазарная площадь
Прежде называлась Старобаза́рной пло́щадью (по базару). Новобаза́рной была площадь возле Троицкого собора, который в 1930-е годы был снесен; на его месте появился стадион «Металлург» (см. статью «Первомайская улица»). В центре Старобазарной площади стояла часовня Петра и Павла. Здесь находилась купеческая часть старого Липецка. В начале XX века окрестные улицы и сама площадь были уже замощены и хорошо освещены.

### Курзал
В 1853 году уездным предводителем дворянства М. И. Кожиным было построено здание курзала (курортный или вокальный зал). Оно было возведено по соседству с «минеральным колодцем» (бюветом), с которым было соединёно крытой галереей. В курзале устраивались сезонные балы, концерты, в том числе камерных и симфонических оркестров. Здесь же находились библиотека и архив курорта. Кроме того, в фойе был установлен бюст императора.
Здание липецкого курзала неоднократно перестаивалось. С 1930-х годов в нём располагался городской театр, для чего здание значительно расширили. С 1967 года в курзале размещалась Липецкая филармония.
В 1997 году историческое здания, которое охранялось как , было снесено. 20 декабря 2001 года рядом с местом снесенного курзала возвели Петропавловскую часовню.
Официальный адрес: улица Карла Маркса, 1.

## Площадь Революции
«9 апреля 1917 года рабочие и солдаты 191-го запасного полка, разоружив полицию, устроили торжественные символические похороны старого режима». Колонны демонстрантов с красными флагами, лозунгами и духовым оркестром пронесли по городу гроб с набписью «Вечное проклятье делу Романовых!». 1 мая 1917 года на площади собрали митинг большевики. До этой акции никто не слышал о наличии этой партии в городе. Практически все посты в городе занимали комиссары от правых кадетов.
16 ноября 1918 года площадь переименовали: дали нынешнее имя. Все первомайские демонстрации вплоть до 1959 года проводились на площади Революции.
В 1931 году была снесена Петропавловская часовня. На освободившемся месте разбили сквер, окруженный оградой, засадили тополями и акациями. В центре сквера, который назвали Ленинским, поставили памятник В. И. Ленину; вокруг образовалась площадка. Скульптура была бетонной (покрашенной под бронзу), полутораметровой, с длинной вытянутой рукой. Здесь же стояла доска почета. (См. также Сталинский сквер.)
С дореволюционных времен до сих пор сохранилось здание кинотеатра «Октябрь». В 1950-е годы его реконструировали, а на фасаде появился советский декор. Кинотеатр пользовался популярностью[когда?]. Много лет[когда?] стоял вопрос сноса исторического здания для строительства чего-то современного. До реализации дело не дошло. В данный момент по заказу администрации города идет реконструкция кинотеатра под старым названием «Унион 1916».
К 60-летию советской власти сквер был реконструирован. Он стал меньше по размерам. Убрали доску почета — на её месте 6 ноября 1967 года появился памятник участникам революции в Липецке (неофициально «Мужик с полотенцем»; ск. Ю. Д. Гришко, арх. М. В. Мордухович).

## XXI век
20 декабря 2001 года открылась воссозданная часовня Петра и Павла (см. выше Курзал). Правда, не на прежнем месте (памятник трогать не стали), а на территории Нижнего парка, который также выходит на площадь Революции.
В 2007 году началась реконструкция площади. Алюминиевый барельеф с лицами революционеров был заменен на пластиковую репродукцию, которую изготовил липецкий скульптор А. Е. Вагнер.
В 2008 году планировалось начать реконструкция памятника революционеру. Вместо бетонной скульптуры установят аналогичную из современных полимерных материалов. Однако из-за отсутствия средств в бюджете замену памятника перенесли на 2009 год.

## Фотогалерея

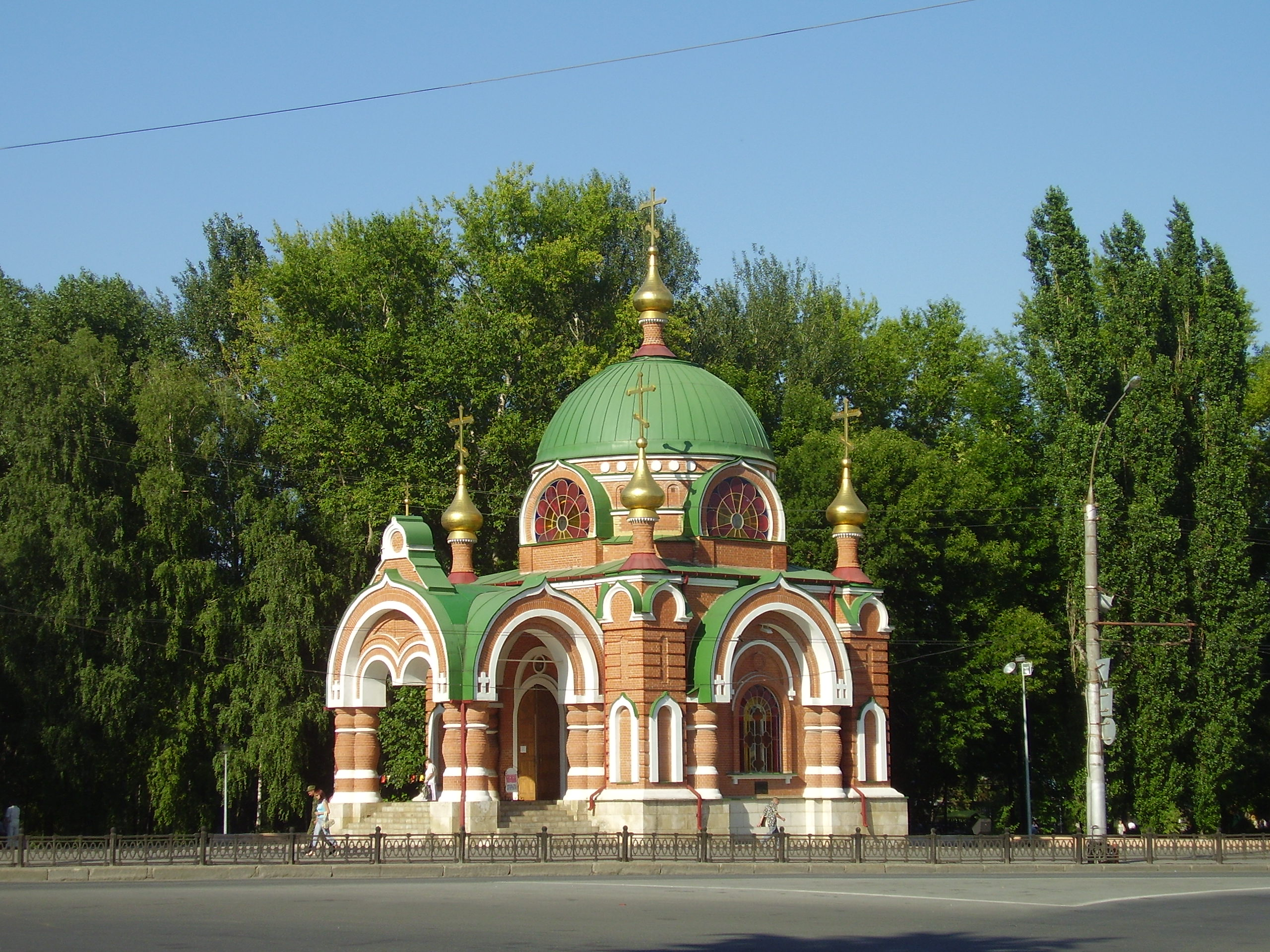
Храм-часовня Петра и Павла
Старобазарная площадь. Начало XX века
Памятник борцам за установление Советской власти
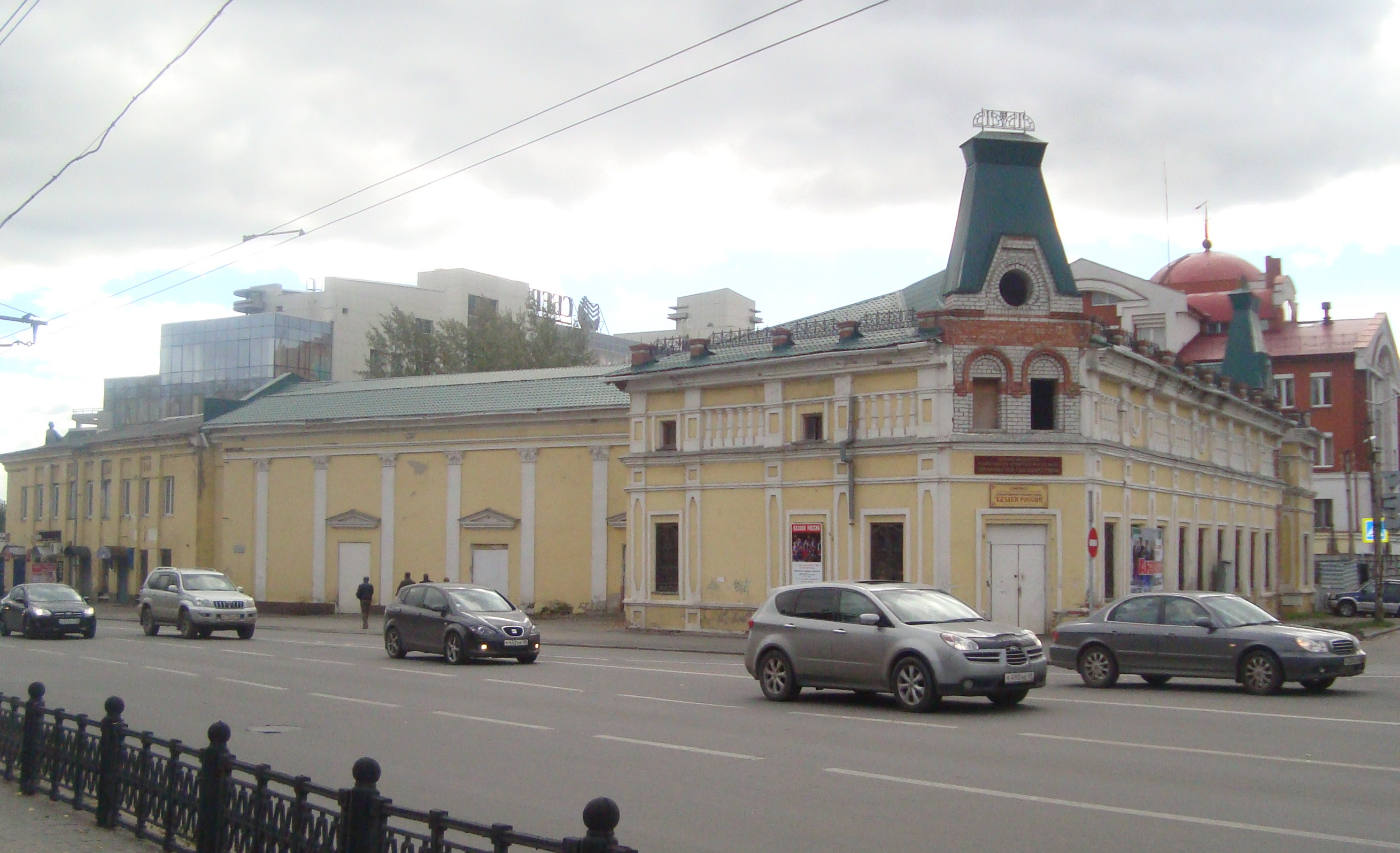
Здание бывшего кинотеатра «Октябрь» («Унион»)

## Транспорт
К площади Революции можно проехать автобусами маршрутов № 2, 6, 12, 27, 30, 302, 308к, 315, 330, 352, ост.: «Пл. Революции».